# Raymond de Waard
Raymond de Waard (Rotterdam, 27 maart 1973) is een Nederlandse oud-profvoetballer.

## Loopbaan
Na vier jaar profvoetbal in Nederland bij Excelsior en Cambuur Leeuwarden vertrok De Waard voor £225.000 naar Norwich City FC. Na tien wedstrijden was dit Engelse avontuur afgelopen en trok hij terug naar zijn moederland. AZ en RBC Roosendaal waren de laatste twee profclub voordat de overstap naar de amateurs werd gemaakt.